# Oklahoma
Oklahoma (pronunciación en inglés: /ˌoʊkləˈhoʊmə/, pronunciado /oklajóma/ en español; en choctaw, Oklahumma; en cheroqui, ᎣᎧᎳᎦᎹ, Okalahoma) es uno de los cincuenta estados que, junto con Washington D. C., forman los Estados Unidos. Su capital y ciudad más poblada es Oklahoma City. Está ubicado en la región Sur del país, división Centro Suroeste. Limita al norte con Kansas, al noreste con Misuri, al este con Arkansas, al sur con Texas —la mitad oriental de esta frontera la forma el río Rojo— y al noroeste con Nuevo México y Colorado. Fue el quinto más tardío en ser admitido en la Unión, el 16 de noviembre de 1907, como el estado número 46, por delante de Nuevo México, Arizona, Alaska y Hawái.
Su sobrenombre informal es The Sooner State (en 1889, el territorio indio se abrió a los colonos, y las tierras se adjudicaron a quienes primero llegaran, cuando se dio la señal, desde la frontera y en carruaje para reclamarlas; se los llamó sooners, "tempraneros").
Oklahoma es un importante productor de gas natural, petróleo y diversos alimentos. La economía de Oklahoma está basada en la aviación, energía, telecomunicaciones y la biotecnología. Es una de las economías de más rápido crecimiento de EE. UU., el tercer estado en la clasificación de ingresos per cápita y el líder en crecimiento del producto nacional bruto. Oklahoma City y Tulsa son los principales motores de la economía del estado, ya que concentran casi el 60 % de la población en sus áreas metropolitanas. El estado de Oklahoma tiene competencias importantes en la administración de la educación y la sanidad. Además, sus universidades más grandes participan en las competiciones deportivas de la NCAA y la NAIA, mientras que dos de sus clubes de atletismo se encuentran entre los más exitosos de Estados Unidos.
Con pequeñas cadenas montañosas, praderas y bosques al oeste, la mayor parte de Oklahoma está situada entre las Grandes Llanuras de los Estados Unidos y las Tierras Altas, una región especialmente proclive a condiciones meteorológicas adversas. En la población de Oklahoma predominan los alemanes, irlandeses, británicos y descendientes de nativos americanos. Más de 25 lenguas indígenas de América se hablan en Oklahoma, más que en cualquier otro estado.
Se encuentra en la confluencia de tres grandes regiones culturales de Estados Unidos e históricamente sirvió como una ruta para el transporte de ganado, un destino para los colonos del sur, y un territorio para los nativos americanos. Forma parte del Bible Belt, donde está muy extendido el cristianismo evangélico lo que hace que sea uno de los estados más conservadores políticamente.

## Etimología
El nombre Oklahoma proviene de la frase choctaw okla humma, cuyo significado es, literalmente, "gente roja". El jefe choctaw Allen Wright sugirió este nombre en 1866 durante las negociaciones para el tratado con el gobierno federal en relación con el uso del Territorio Indio, en el que se contempla que todo el estado indio es controlado por el Superintendente de Asuntos Indios de los Estados Unidos. Equivalente a la palabra "indio", okla humma, fue una frase en lenguaje choctaw utilizada para describir los nativos americanos en conjunto. Oklahoma se convirtió después en el nombre de facto del Territorio de Oklahoma. En 1890 fue aprobado este nombre oficialmente y dos años después el área fue abierta a los colonos blancos.

## Geografía física
Oklahoma es el 20.º estado más grande de los Estados Unidos; abarca una superficie de 181 035 km², con 177 847 km² de tierra, y 3188 km² de agua. Es uno de los seis estados en la Franja Fronteriza que separa las Tierras Altas del Interior y las Grandes Llanuras, cerca del centro geográfico de los 48 estados contiguos. Limita al este con Arkansas y Misuri, al norte con Kansas, en el noroeste con Colorado, en el extremo oeste con Nuevo México, y en el sur y oeste, con Texas.

### Topografía
Oklahoma está situado entre las Grandes Llanuras y las Montañas Ozark en la línea divisoria de aguas del golfo de México, [17] y en general está inclinado desde los altos llanos de su límite occidental a las zonas bajas y pantanosas en su límite suroriental. Sus puntos más altos y más bajos siguen esta tendencia, con su pico más alto, el monte Black Mesa, con 1516 metros, situado en la esquina que limita con Nuevo México. El punto más bajo del estado está en el río Little, en su límite suroriental, que se encuentra a 88 metros sobre el nivel de mar.

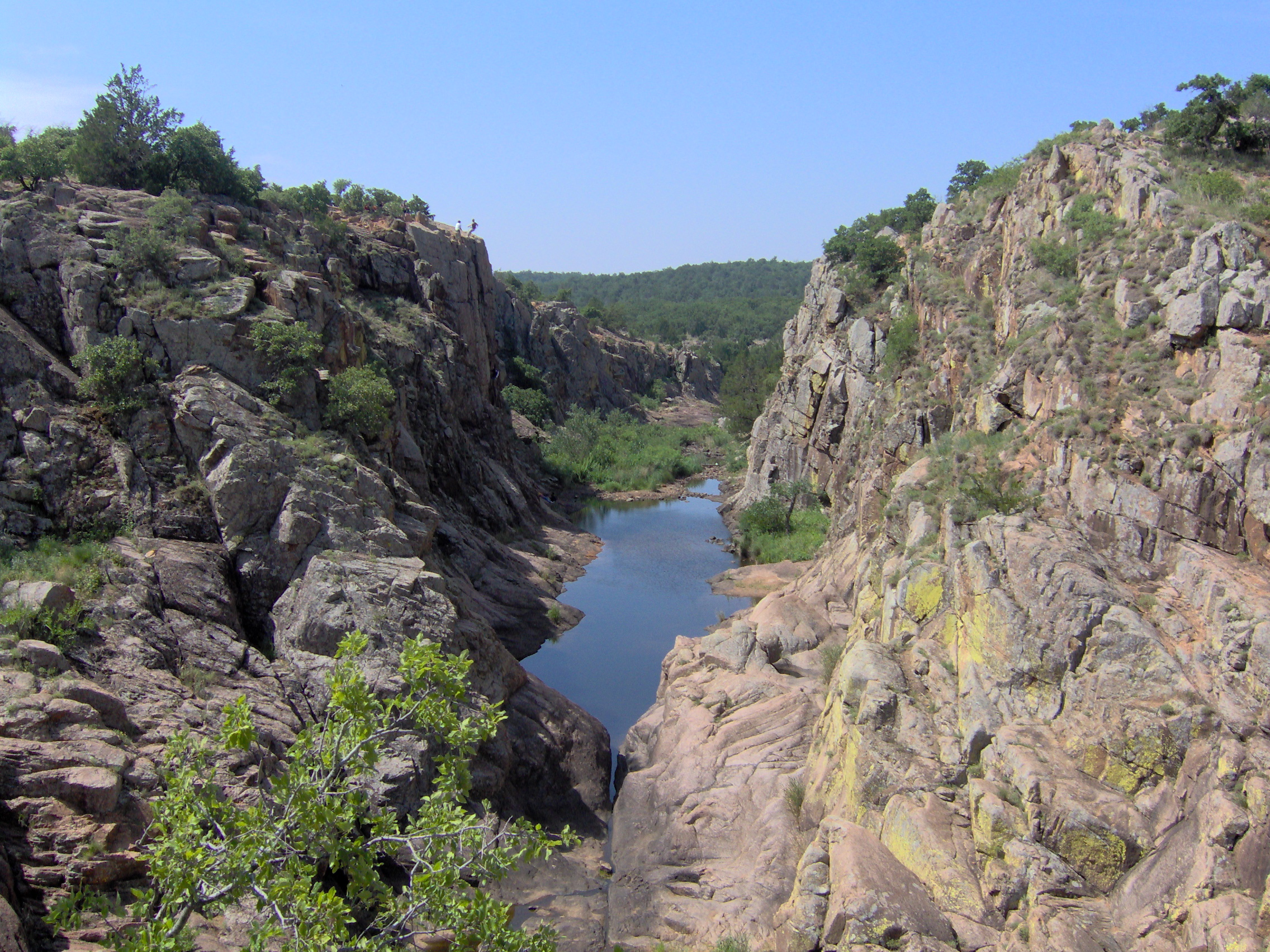
El cañón de Wichita, en las montañas Wichita.

El estado tiene cuatro sierras principales: las Montañas Ouachita, las Montañas Arbuckle, las Montañas Wichita, y las Montañas Ozark. La Región de las Tierras altas estadounidenses, que contiene las Montañas Ozark y las Montañas Ouachita, es la única región montañosa importante entre las Montañas Rocosas y los Apalaches. Una parte de los Flint Hills se extiende por el centro-norte de Oklahoma. Más de 500 ríos y arroyos constituyen la red hidrográfica de Oklahoma, y tiene unos 200 lagos creados por presas. Tiene el mayor número de embalses de la nación.
Oklahoma se encuentra entre los estados más diversos geográficamente y es uno de los cuatro que albergan más de 10 regiones ecológicas diferentes. Contiene once dentro de sus fronteras, más por kilómetro cuadrado que en cualquier otro estado por un amplio margen. Marcados por las diferencias en la diversidad geográfica las mitades occidental y oriental, el este de Oklahoma tiene ocho regiones ecológicas, mientras que la mitad occidental tiene tres.
La mayor parte del estado se encuentra principalmente en dos cuencas, la del río Rojo y la del río Arkansas, pero el río Lee y el río Little también tiene cuencas importantes.
En la parte noroeste del estado, los altos llanos semiáridos abrigan pocos bosques naturales, con paisajes planos, cañones intermitentes y mesetas como las Montañas de Cristal. Los llanos son parciales interrumpidos por pequeñas sierras como las Colinas del Antílope y las Montañas Wichita en el sudoeste. Las praderas de transición y los bosques cubren la parte central del estado. Las Montañas Ozark y Ouachita se elevan de oeste a este sobre el tercio Este del estado, el cual aumenta gradualmente su elevación en dirección este.

### Flora y fauna
Los bosques cubren el 24 % de Oklahoma y las praderas compuestas de pastos cortos, herbazales y las praderas de hierbas, abrigan ecosistemas expansivos en las partes central y occidental del estado, aunque los cultivos de las granjas han sustituido en gran parte las pasturas originales.
Donde la precipitación es escasa, como en la parte occidental, las praderas de pastos cortos y matorrales son el principal ecosistema, aunque pinos de piñones, enebros y pinos ponderosa crecen en las proximidades de los ríos y en el lecho de los arroyos, en el extremo oeste de la panhandle ("asa de sartén", nombre que en EUA se le dan a las prolongaciones apendiculares de algunos estados). Las marismas, bosques de cipreses mezclados con Pinus echinata, pinos taeda y bosques de hoja caduca dominan el sudeste del estado, mientras bosques de robles encino, olmos, cedros y pinos cubren el noroeste de Oklahoma.

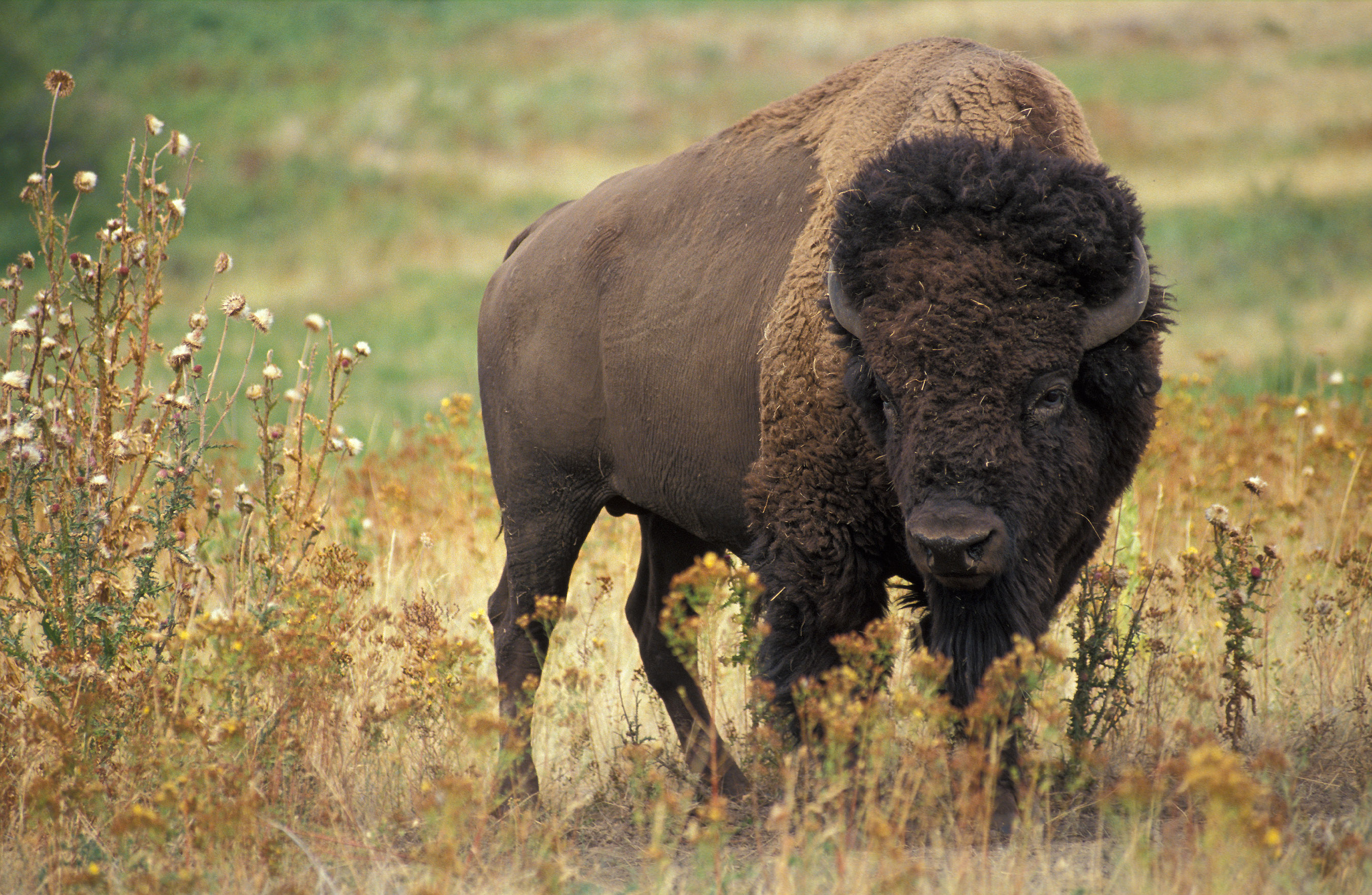
El bisonte americano o búfalo, el mamífero por excelencia de Oklahoma.

El estado mantiene las poblaciones de ciervos de Virginia, coyotes, linces rojos, Uapití, y aves como la codorniz, palomas, cardenales, águilas calvas, gavilanes colirrojos y faisanes. En los ecosistemas de praderas son comunes los bisontes americanos, gallos de las praderas, tejones, armadillos y algunas de las mayores poblaciones de perrito de la pradera habitan en el extremo occidental del estado. El Cross Timbers (travesía de los Leños), una región de transición a los bosques en la pradera central de Oklahoma, alberga 351 especies de vertebrados. Las montañas Ouachita son el hogar del oso negro, zorro rojo, zorro gris y nutrias en los ríos, que coexisten con un total de 328 especies de vertebrados, en el sureste de Oklahoma.

### Zonas protegidas
Oklahoma cuenta con 50 parques estatales, seis parques nacionales o regiones protegidas, dos bosques nacionales protegidos, y una red de áreas para la preservación y conservación de la naturaleza. El 6% de los 40.000 km² de bosques del estado son terrenos públicos, incluyendo la parte occidental del Bosque Nacional de Ouachita, el mayor y más antiguo de los bosques nacionales del sur de Estados Unidos. Con 158 km², la Tallgrass Prairie Preserve en el centro-norte de Oklahoma es el área protegida de praderas más grande del mundo y es parte de un ecosistema que abarca sólo el 10 % de su antigua superficie, que cubría 14 estados. Además, el Bosque Nacional Cibola cubre 127 km² de praderas en el suroeste de Oklahoma. El Refugio de Fauna de las Montañas Wichita es el más antiguo y más grande de los nueve refugios de fauna nacionales del estado, y fue fundado en 1901, abarcando 238,8 km². De los parques protegidos por el gobierno federal o sitios de recreo, el Chickasaw National Recreation Area es el más grande, con 18 km². Otros sitios protegidos federales incluyen el Camino de Santa Fe y el Sendero de Lágrimas, caminos nacionales históricos, y los lugares históricos de Fort Smith, el Sitio Nacional Histórico de la batalla de Washita, y el Oklahoma City National Memorial, en honor a las víctimas del atentado del 19 de abril de 1995 en Oklahoma City.

### Clima
Oklahoma está situado en una región templada —aunque ocasionalmente hay temperaturas extremas—, con las precipitaciones típicas de un clima continental. La mayor parte del estado se encuentra en una zona conocida como Tornado Alley, que se caracteriza por la frecuente interacción entre las masas de aire frío y caliente que producen condiciones meteorológicas adversas. Un promedio de 54 tornados al año azotan el estado, siendo una de las tasas más altas en el mundo. Debido a su ubicación entre zonas con diferentes temperaturas y vientos, las pautas meteorológicas en el estado pueden variar ampliamente en distancias relativamente cortas.
El clima subtropical húmedo (Koppen Cfa) de la parte oriental de Oklahoma está fuertemente influenciado por los vientos húmedos del sur provenientes del golfo de México, pero va cambiando progresivamente a una zona semiárida (Köppen BSk) en las Tierras Altas de la Panhandle y otras zonas del oeste próximas a Lawton, donde no llegan con frecuencia los vientos húmedos del sur. La lluvia y las temperaturas descienden de este a oeste, con zonas en el sureste con un promedio anual de temperatura de 17 °C y una precipitación anual de 1420 mm, mientras que las zonas de la Panhandle tienen una temperatura media de 14 °C, con una precipitación anual de menos de 430 mm. Las temperaturas pueden llegar a superar los 38 °C en verano y descender por debajo de los -18 °C en invierno y la nieve oscila entre una media de menos de 10 cm en el sur del estado a poco más de 51 cm en la frontera con Colorado en el Panhandle. El estado es sede del Centro de Predicción de Tormentas del Servicio Nacional Meteorológico, localizado en Norman.
| Temperaturas mensuales de las principales ciudades de Oklahoma |           |           |          |           |           |           |           |           |           |           |          |           |
| Ciudad                                                         | Ene       | Feb       | Mar      | Abr       | May       | Jun       | Jul       | Ago       | Sep       | Oct       | Nov      | Dic       |
| Oklahoma City                                                  | 8,3/-3,3  | 12,2/-0,6 | 16,7/3,9 | 21,7/8,9  | 26,1/14,4 | 30,5/18,9 | 33,9/21,7 | 33,3/21,1 | 28,9/16,7 | 22,8/10,6 | 15,6/3,3 | 10,0/-1,7 |
| Tulsa                                                          | 7,8/-3,3  | 11,7/-0,6 | 16,7/4,4 | 22,2/10,0 | 26,7/15,0 | 31,1/20,0 | 34,4/22,8 | 33,9/21,7 | 28,9/17,2 | 23,3/10,6 | 15,6/3,9 | 10,0/-1,1 |
| Lawton                                                         | 10,0/-3,3 | 13,3/-0,6 | 18,3/4,4 | 22,8/9,4  | 27,8/15,0 | 32,2/20,0 | 35,6/22,8 | 35,0/21,7 | 30,0/17,2 | 24,4/10,6 | 16,7/3,9 | 11,1/-1,1 |
| Promedio de temperaturas máximas y mínimas en °C               |           |           |          |           |           |           |           |           |           |           |          |           |

## Historia

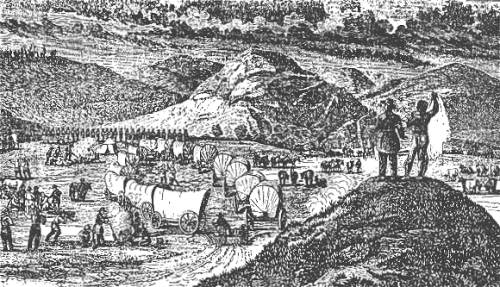
Comerciantes en el camino de Santa Fe, en Camp Comanche, Oklahoma, 1844.

Existen pruebas de que los pueblos nativos llegaron a Oklahoma en la última edad de hielo, pero los primeros habitantes permanentes del estado crearon comunidades con estructuras de tipo montículo, cerca de la frontera con Arkansas entre el 850 y 1450 d. C. El explorador español Francisco Vázquez de Coronado viajó a través del estado en 1541, pero los exploradores franceses reclamaron la zona en el 1700. En 1764 pasó a España tras el Tratado de París, como parte integrante de la Luisiana española permaneciendo bajo su dominio hasta 1800. Durante este periodo la presencia europea no se hizo notar más allá de la visita de algunos comerciantes y tramperos. Tras un breve periodo de dominación francesa en 1803, junto el resto del territorio de Luisiana (Nueva Francia) fue adquirido por los Estados Unidos en la Compra de la Luisiana.
Miles de indígenas americanos, incluidos los que integran las Cinco Tribus Civilizadas, fueron expulsados de sus tierras en Misisipi, Florida, Alabama, Georgia y Tennessee, y trasladados a Oklahoma en la década de 1830. El área, en la que ya habitaban las tribus Osage y Quapaw, fue denominada como Territorio Indio por el Acta de Remoción de los Indios de 1830 y el Acta de relaciones indias de 1834. Quince tribus recibieron tierras en el territorio en 1830, pero hacia 1890, más de 30 tribus habían sido asignadas en los territorios federales. En noviembre de 1868, en violación del Tratado de Medicine Lodge, tropas comandadas por el general George Custer atacaron por la noche un pueblo a orillas del río Washita. La mayoría de los habitantes fueron asesinados - 103 hombres y un número desconocido de mujeres y niños, a quienes Custer no consideraba dignos de ser contados.

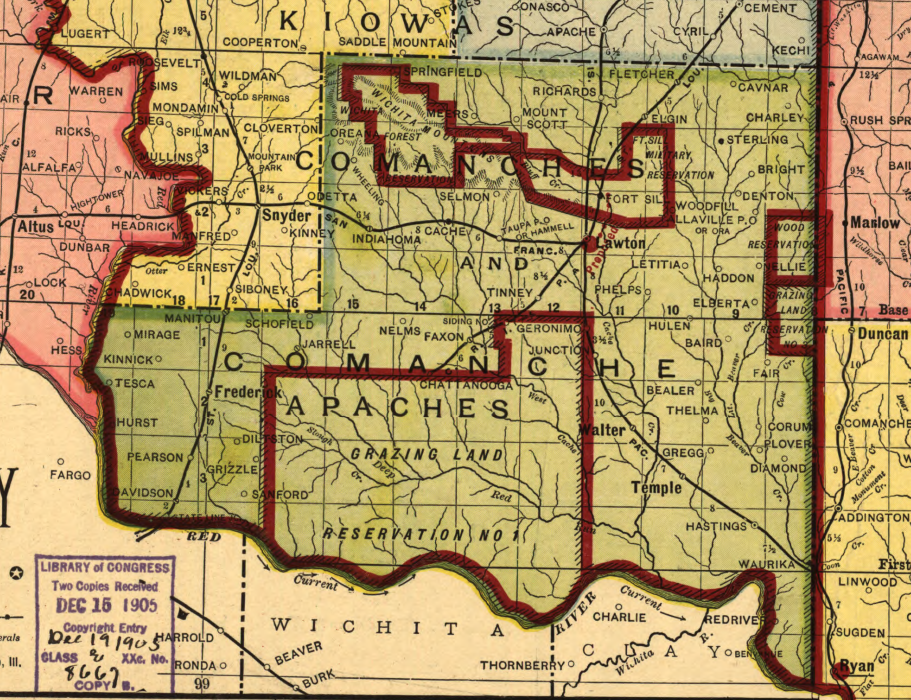
Mapa local de 1905.

En el período entre 1866 y 1899, los ranchos ganaderos de Texas trataron de satisfacer las exigencias de alimento de las ciudades del Este, y los ferrocarriles en Kansas se comprometieron a realizar las entregas de una manera adecuada. Los cowboys se establecieron como conductores de ganado y cuidadores de ranchos, y condujeron su producto al norte estableciéndose ilegalmente en el Territorio Indio. En 1881, cuatro de las cinco rutas principales de ganado transcurrían a través de la frontera occidental del Territorio Indio. El aumento de la presencia de colonos blancos en el Territorio Indio llevó al Gobierno de los Estados Unidos a promulgar el Acta de Dawes en 1887, que dividió las tierras de las tribus en asignaciones para familias individuales, alentando la agricultura y las haciendas privadas entre los americanos nativos, pero cediendo la tierra excedente al gobierno federal. En el proceso, casi la mitad de las tierras de los indios dentro del territorio se abrieron a colonos de otros lugares y en parte fueron compradas por empresas ferroviarias.

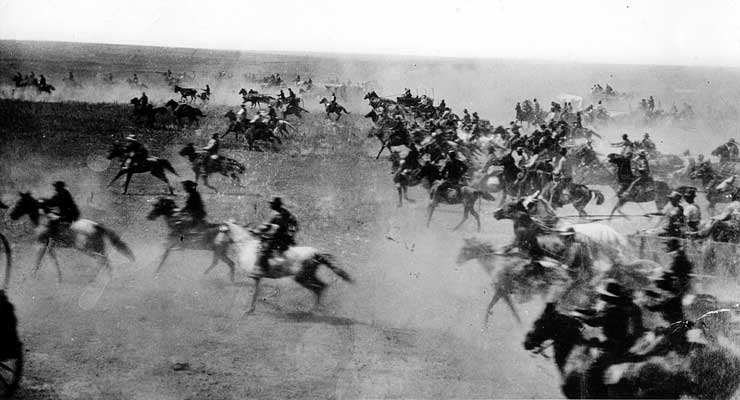
Land rush o toma de la tierra de Oklahoma en 1889.

Las principales carreras por la tierra, incluida la carrera de la Tierra de 1889, se celebraron para asignar tierras a los colonos cuando los territorios se abrieron a la colonización. Por lo general, se asignó tierra a los colonos que llegaban primero. A quienes rompieron las reglas por cruzar la frontera hacia el territorio antes de lo permitido se los llamó sooners, término que con el tiempo se convirtió en el apodo oficial del estado. Las negociaciones para convertir el territorio en un estado comenzaron a principios del siglo XX, cuando la ley Curius abolió todas las jurisdicciones tribales en Territorio Indio. Los intentos de crear un estado indio con el nombre de Oklahoma, y un posterior intento de crear un estado indio llamado Sequoyah, no prosperaron, pero en la Convención del Estado Sequoyah de 1905 finalmente se sentaron las bases para la Convención del Estado de Oklahoma, que tuvo lugar dos años más tarde. El 16 de noviembre de 1907, Oklahoma se estableció como el estado número 46 de la Unión.

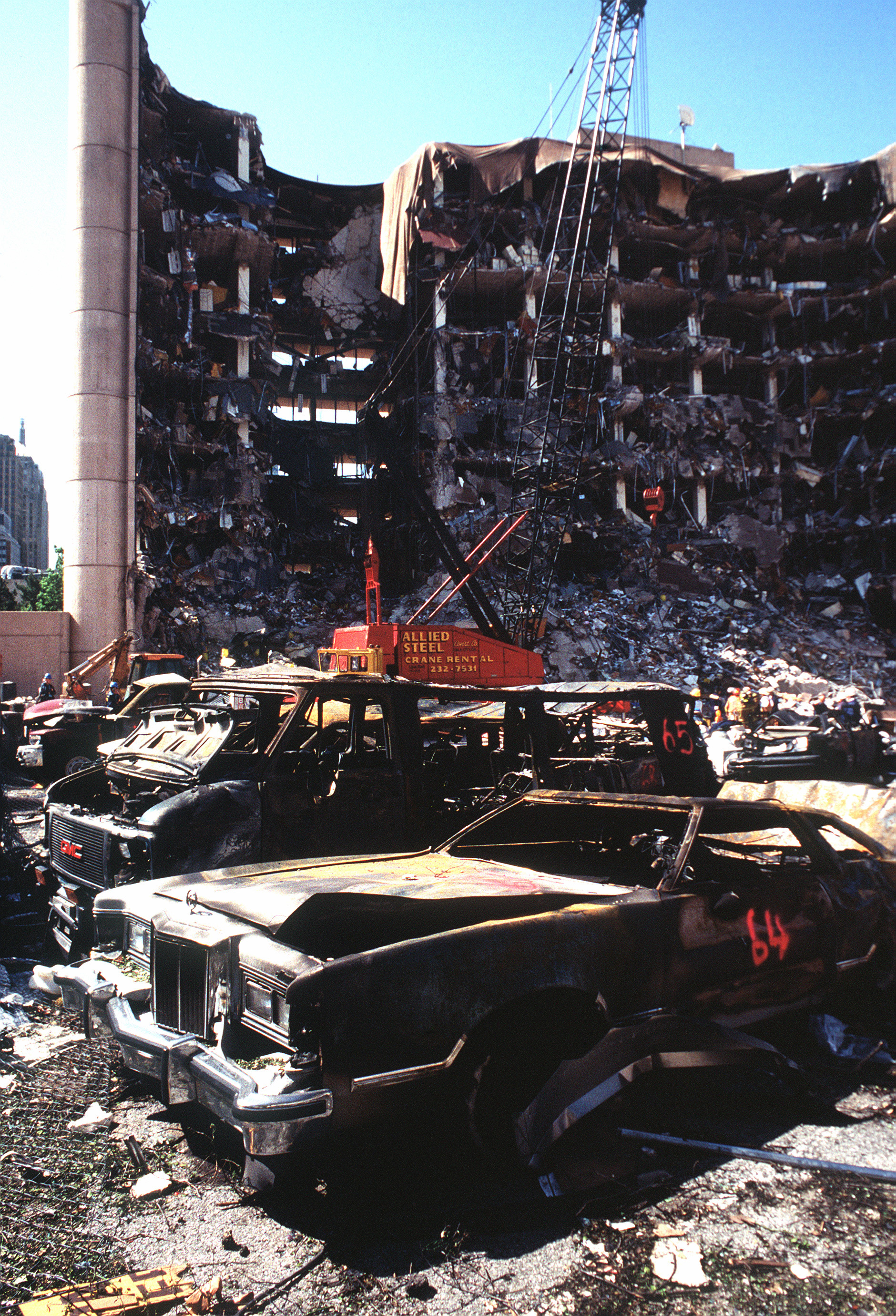
El atentado de Oklahoma, uno de los peores actos terroristas de la historia de Estados Unidos.

El nuevo estado se convirtió en un foco importante de la emergente industria petrolera, con los descubrimientos de los pozos petrolíferos, que impulsaron el rápido crecimiento de la economía y la población de las ciudades. Tulsa fue conocida temporalmente como la Capital Mundial del Petróleo durante gran parte del siglo XX. Las inversiones en el petróleo alimentaron la economía del estado en sus primeros años de existencia. En 1927, el empresario de Oklahoma Cyrus Avery, conocido como el Padre de la Ruta 66, comenzó una campaña para crear la Ruta 66. Usando un tramo de carretera ya existente entre Amarillo (Texas) y Tulsa, se creó parte de la Ruta 66 original. Avery encabezó la creación de los Asociación EE. UU. Highway 66 para que supervisara la planificación de dicha ruta, con sede en su ciudad natal de Tulsa.
Durante la década de 1930, algunas partes del estado comenzaron a sentir las consecuencias de las malas prácticas agrícolas, cuando  llegaron la sequía y los fuertes vientos. Conocido como el Dust Bowl, áreas de Kansas, Texas, Nuevo México, y el noroeste de Oklahoma se vieron perjudicadas por los largos períodos de escasas precipitaciones y temperaturas anormalmente altas. Esto llevó a miles de agricultores a la ruina, forzándolos a trasladarse a zonas más fértiles de las regiones occidentales de Estados Unidos. Durante el periodo que va de 1930 a 1950, la población del estado descendió, cayendo un 6,9%. Para frenar esta situación se hicieron enormes esfuerzos para la conservación del suelo y del agua, creando sistemas de control de inundaciones y numerosas presas. En la década de los 60 se crearon más de 200 embalses, el mayor número del país.
En 1995, Oklahoma City se convirtió en el escenario de uno de los peores atentados terroristas cometidos en la historia de Estados Unidos. El atentado de Oklahoma City tuvo lugar el 19 de abril de 1995, cuando Timothy McVeigh y Terry Nichols detonaron un explosivo fuera del Edificio Federal Alfred P. Murrah, matando a 168 personas, incluidos 19 niños. Timothy McVeigh fue condenado a muerte y ejecutado por inyección letal, mientras que su compañero, Terry Nichols, fue declarado culpable de 161 cargos de asesinato en primer grado y fue condenado a cadena perpetua sin posibilidad de libertad condicional.

## Economía

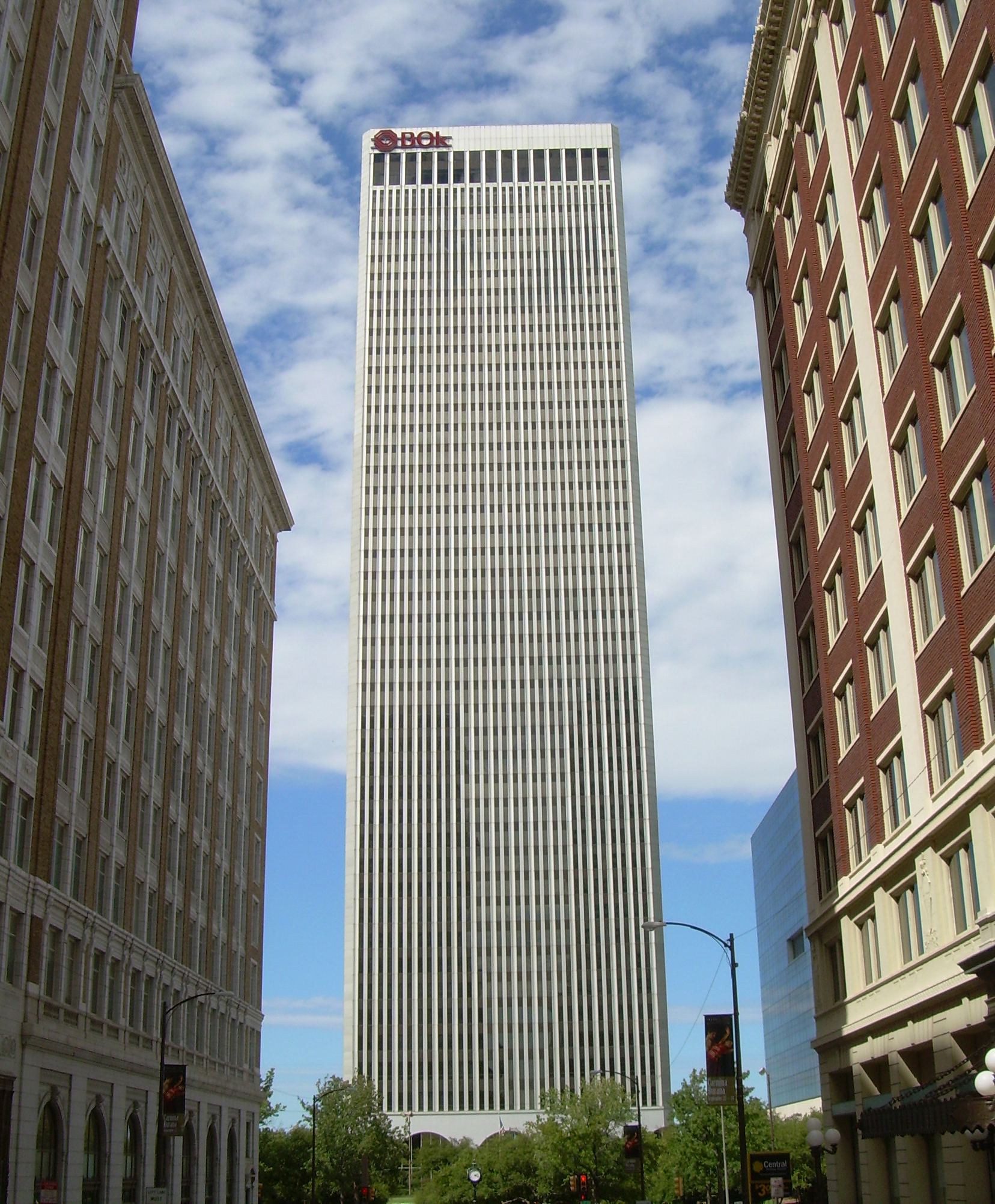
El One Williams Center, también conocido como Torre BOK, se encuentra en la ciudad de Tulsa, y es la sede de la compañía petrolera Williams Companies.

La economía del estado se basa en los sectores de la aviación, la energía, equipamiento de transporte, el procesamiento de alimentos, la electrónica y las telecomunicaciones. Oklahoma es un importante productor de gas natural, aviones, y productos alimenticios. El estado ocupa el segundo lugar en la nación en producción de gas natural, y es la 27.ª agricultura más productiva del Estado, 5.º en el ranking de producción de trigo. Seis compañías del estado se encuentran en la lista Fortune 500 y una más en la de Fortune 1000, y se ha evaluado como unos de los estados del país más favorable para las empresas, con la 7.ª menor carga fiscal en 2007. De 2000 a 2006, el producto interno bruto de Oklahoma creció un 50 %, la quinta tasa más alta de la nación. Tuvo el mayor crecimiento del PIB entre 2005 y 2006, al pasar de 122,5 a 134,6 miles de millones de dólares, un aumento del 10,8 %, y su producto interno bruto per cápita creció un 9,7 % pasando de 34.305 dólares en 2005 a 37.620 dólares en 2006, la segunda tasa más alta en la nación.
Aunque el petróleo ha dominado históricamente la economía del estado, un desplome en la industria de la energía en los años 80 condujo a la pérdida de cerca de 90.000 puestos de trabajo relacionados con la energía entre 1980 y 2000, que perjudicó gravemente la economía local. La industria del petróleo representaba el 17 % de la economía de Oklahoma en 2005, y el número de empleados de la industria petrolera fue superado por otras cinco industrias en el 2007.

### Industria
A principios del 2007, Oklahoma tenía una fuerza laboral de 1,7 millones de trabajadores, y el total de empleo no agrícola oscilaba alrededor de los 1,6 millones de trabajadores.El sector público proporciona la mayor parte del empleo, con 326.000 trabajadores en 2007, seguido del sector de transportes y servicios públicos con 258.000 trabajadores, y los sectores de educación, negocios y la industria, con 191.000, 178.000 y 151.000 puestos de trabajo respectivamente.
Entre las industrias más importantes del estado, el sector aeroespacial genera $ 11 000 millones anuales.
En Tulsa se encuentra la mayor base de mantenimiento de líneas aéreas en el mundo, que proporciona el mantenimiento y la ingeniería global para la sede de American Airlines. En total, el sector aeroespacial representa más del 10 % de la producción industrial de Oklahoma, y es uno de los 10 primeros estados en el sector aeroespacial, en la fabricación de motores. Debido a su posición en el centro de los Estados Unidos, Oklahoma está también entre los principales centros logísticos de los estados, y es un importante contribuyente en las investigaciones relacionadas con el clima. El Estado es uno de los principales fabricantes de neumáticos de Estados Unidos y tiene una de las industrias de biotecnología de más rápido crecimiento en la nación.
En 2005, las exportaciones internacionales de Oklahoma de la industria manufacturera eran de $ 4300 millones, lo que representa el 3,6 % de la economía del estado. La fabricación de neumáticos, procesamiento de carne, petróleo y la fabricación de equipos de gas y aire acondicionado son las mayores industrias manufactureras del estado.

### Energía

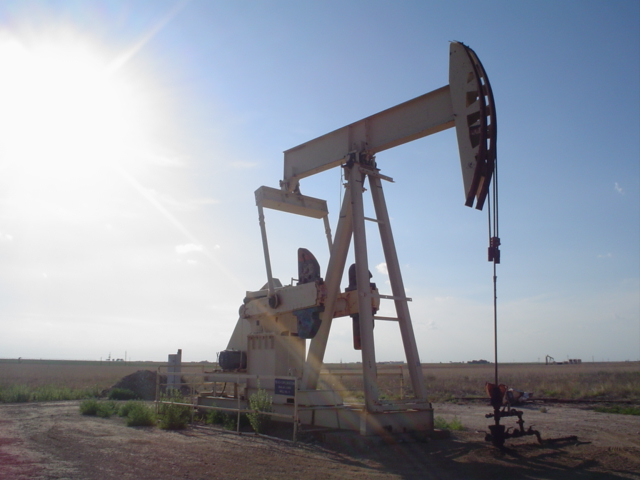
Oklahoma es el 5.º mayor productor de petróleo de la nación.

Oklahoma es el segundo mayor productor de gas natural, el quinto mayor productor de petróleo, tiene el segundo mayor número de plataformas de perforación, y ocupa el quinto lugar en reservas de petróleo. Si bien el estado ocupaba el quinto lugar en la capacidad de energía eólica instalada en 2005, se encuentra entre los últimos estados en el uso de energías renovables, el 96% de su electricidad es generada por fuentes no renovables en el año 2002, de las cuales el 64% lo produce el carbón y el 32% el gas natural. Sin embargo, desde 1993, con la creación por la Legislatura de Oklahoma de la Junta de Recursos de Energía de Oklahoma, se han gastado más de 38 millones de dólares en la restauración de más de 7.800 pozos de petróleo abandonados o sin uso por todo el estado. El estado se encuentra en el puesto 11 en el total de consumo de energía per cápita en 2006, siendo uno de los 10 estados donde el coste de la energía es más bajo. En su conjunto, la industria energética del petróleo contribuye al producto interno bruto de Oklahoma con 23 000 millones de dólares, y los empleados de Oklahoma relacionados con las empresas petroleras ganan un promedio 2 veces superior al sueldo medio del estado. En 2004, en el Estado había 83.750 pozos de petróleo comerciales y un total de 750.000 pozos, que producían 178.000 barriles de petróleo al día. El 10% del suministro de gas natural de la nación se produce en Oklahoma, con 47 billones de metros cúbicos.
Tres de las mayores empresas privadas de petróleo de la nación se encuentran en el estado, y las seis empresas de Oklahoma que aparecen en el Fortune 500 están relacionadas con el petróleo. En 2006, Semgroup, empresa situada en Tulsa era la 5.ª clasificada en la lista de las mayores empresas privadas en la revista Fortune's, QuikTrip con sede en Tulsa se encontraba en el puesto 46, y Love´s Travel Shops con sede en Oklahoma City se encontraba en el puesto 132. Las compañías ONEOK y Williams Companycon sede en Tulsa son las compañías más grandes del estado y también son la segunda y tercera mayores empresas en el ranking nacional del sector de la energía. Devon Energy situada en Oklahoma City es la segunda compañía más grande de petróleo crudo de la nación, mientras que Kerr-McGee y Chesapeake Energy son sexta y séptima, respectivamente, en este sector, y Oklahoma Gas & Electric se encuentra en el puesto 25 entre las mayores compañías de gas y de servicios eléctricos.

### Agricultura
La agricultura es la 27.ª más productiva del país. Oklahoma es quinto en la producción de ganado y quinto en la producción de trigo. Aproximadamente el 5,5% de la carne de vaca proviene de Oklahoma, mientras que el estado produce 6,1% del trigo del país, el 4,2% de los productos de cerdo, y el 2,2% de los productos lácteos. El estado tenía 83.500 granjas en el año 2005, que producían colectivamente 4300 millones de dólares en productos de origen animal y unos mil millones de dólares de la agricultura, con más de 6.100 millones de dólares añadidos al producto interno bruto del estado. Las aves de corral y los cerdos son la segunda y tercera mayor industria agrícola.

## Educación

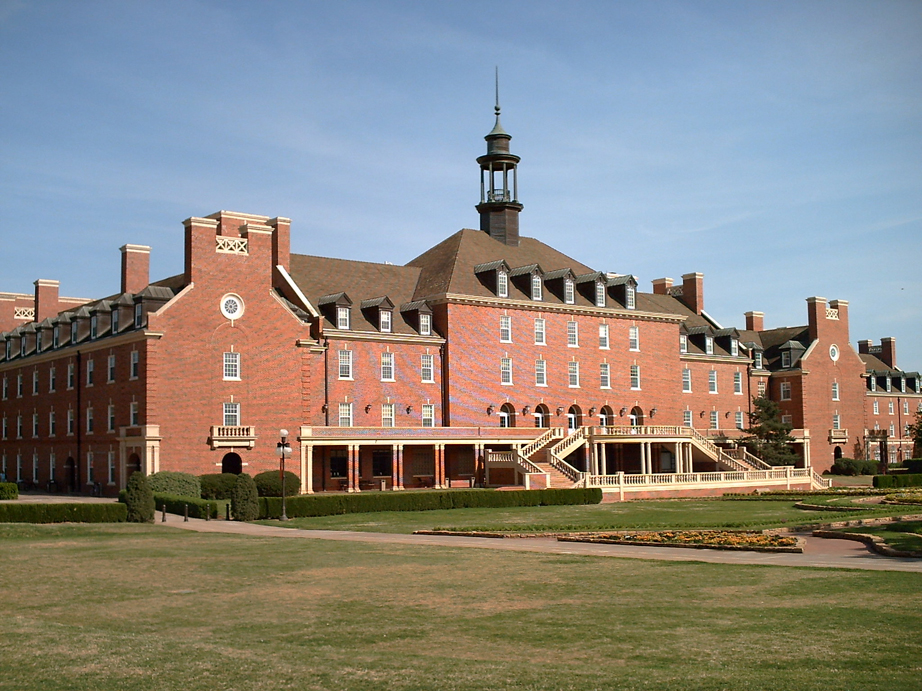
Vista de la Universidad del Estado de Oklahoma.

Con un sistema educativo compuesto por distritos escolares públicos e instituciones privadas independientes, en Oklahoma había 631.337 estudiantes matriculados en 1849 escuelas públicas de primaria, secundaria, y escuelas de formación profesional en 540 distritos escolares en el año 2006. Oklahoma se encuentra entre los estados con menor gasto por estudiante, tan solo 6.614 dólares por cada estudiante en el año 2005, ocupando el puesto 47.ª de la nación, a pesar de que su crecimiento total en gastos para la educación entre 1992 y 2002 ocupó el 22.º El estado se encuentra entre los mejores en la educación preescolar, y el Instituto Nacional para la Educación Infantil hizo una evaluación por primera vez en los Estados Unidos con respecto a las normas, la calidad, y el acceso a la preescolar en 2004, considerando a Oklahoma un modelo a seguir en la enseñanza preescolar. Si bien las altas tasas de deserción escolar disminuyeron un 29% entre 2005 y 2006, Oklahoma se encuentra entre los tres estados de la nación con más personas adultas en la escuela secundaria, con un 3,2 % la tasa de abandono escolar. En 2004, el estado ocupó el 36.º puesto del país en el porcentaje relativo de adultos con el título de secundaria, aunque con el 85,2 %, tiene la tasa más alta entre los estados del sur.
La Universidad de Oklahoma y la Universidad del Estado de Oklahoma son las mayores instituciones públicas de educación superior en Oklahoma, las cuales operan a través de un campus principal y otros campus satélites por todo el estado. Las dos universidades, junto con la Universidad de Tulsa, se encuentran entre las mejores del país en estudios de empresariales, y la Universidad de Oklahoma y la Universidad de Tulsa se encuentran entre las primeras universidades del país por sus calificaciones académicas. Oklahoma posee 11 universidades públicas regionales, incluyendo la Northeastern State University, la segunda institución más antigua de educación superior al oeste del río Misisipi, también tiene la única Escuela de Optometría en Oklahoma y el mayor número de estudiantes amerindios matriculados del país, tanto en porcentaje como en número total. Seis universidades del estado se colocaron en la lista Princeton Review 's de las mejores 122 universidades regionales en el 2007, y también se encuentran en la lista de los mejores valorados 3 institutos. El estado tiene 54 instituciones postsecundarias técnicas que operan con el programa CareerTech de Oklahoma para especializarse en las ramas de industria y comercio.

## Deporte

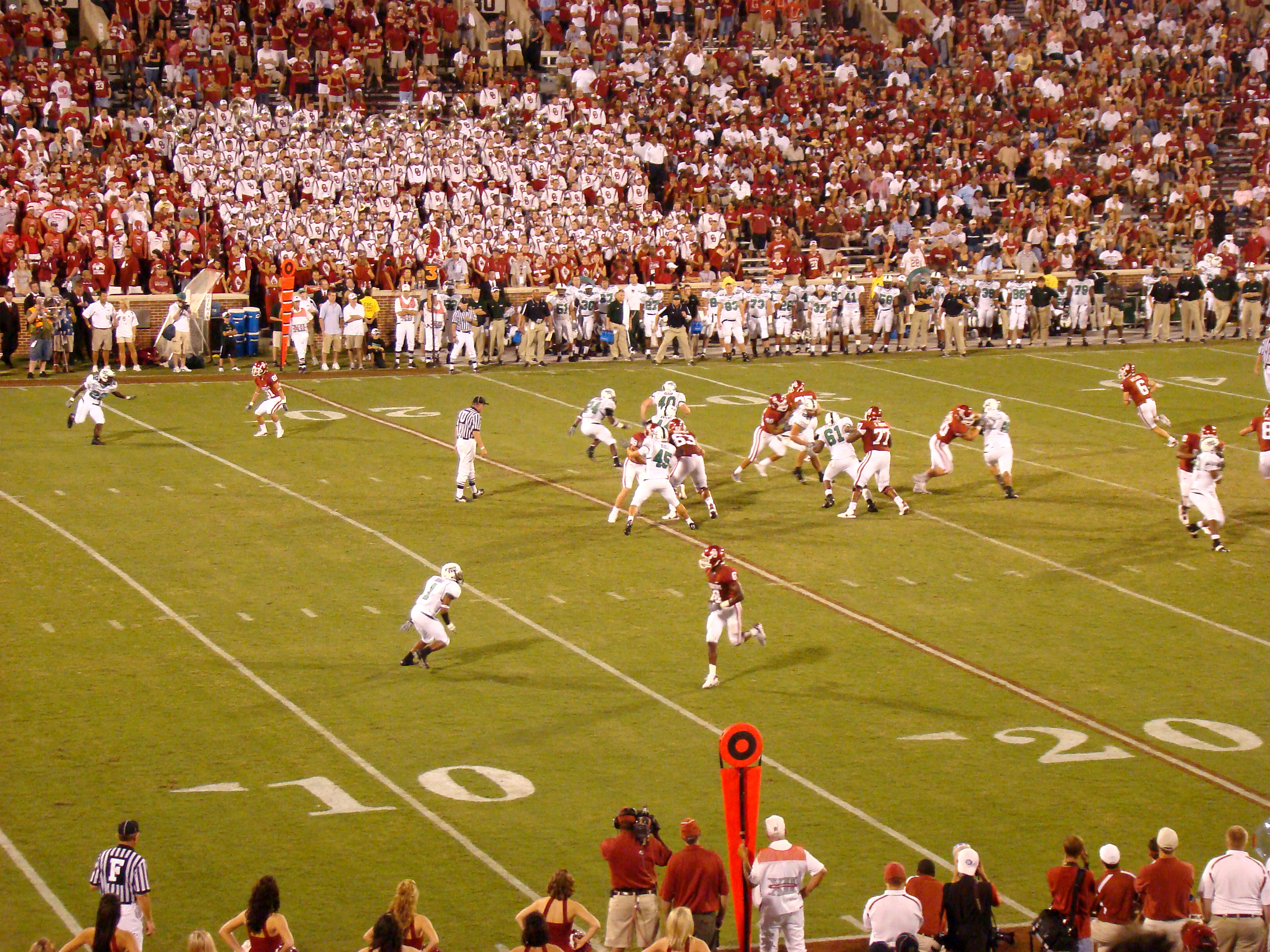
El equipo de los Oklahoma Sooners durante un partido de la temporada 2007.

Oklahoma tiene equipos en deportes profesionales de ligas menores en fútbol americano, arena football, béisbol, fútbol y hockey, localizado en Oklahoma City, Tulsa, Enid, y Lawton. Asimismo, Oklahoma City es la sede de los Oklahoma City Thunder, equipo de baloncesto de la NBA. En béisbol juegan en las divisiones AAA y AA de las ligas menores, el hockey en la Central Hockey League, y el fútbol americano de arena en la liga af2 con equipos en Oklahoma City y Tulsa. Oklahoma City también es sede del Oklahoma City Lightning que juega en la Asociación Nacional Femenina de fútbol americano, y Tulsa es sede de los Tulsa 66ers, que juegan en la Liga de Desarrollo NBA y el Tulsa Revolution, que juega en la Liga de Fútbol americano en pista cubierta. [118] Enid y Lawton tienen equipos de baloncesto profesional en la USBL y la CBA.
Los New Orleans Hornets de la National Basketball Association se convirtieron en la primera gran franquicia deportiva con sede en Oklahoma, cuando se vio obligada a trasladarse al Oklahoma City Ford Center por dos temporadas tras el paso del huracán Katrina en 2005. En tanto, un grupo de empresarios dirigido por Clayton Bennett compró el equipo de los Seattle SuperSonics y lo trasladó a Oklahoma City en 2008, naciendo así el Oklahoma City Thunder. Desde 2010, el Tulsa Shock juega en la WNBA.
El deporte universitario es muy popular en el estado. Los Oklahoma Sooners y los Oklahoma State Cowboys son rivales en la Big 12 Conference de la NCAA y se destacan en fútbol americano. Los Cowboys también logrados dos campeonatos nacionales de baloncesto. Tienen un promedio de más de 60.000 aficionados que asisten a sus partidos de fútbol americano, y la Universidad de Oklahoma en fútbol americano se clasificó 13 ª en el promedio de asistencia de las universidades de Estados Unidos en 2006, con un promedio de 84.561 personas de espectadores en sus partidos de local. Las dos universidades se reúnen varias veces cada año para disputar unos partidos conocidos como la Serie Bedlam, que son algunos de los mayores eventos deportivos del estado.
En tanto, el Tulsa Golden Hurricane y los Oral Roberts Golden Eagles también compiten en la DIvisión I de la NCAA. En total, 11 colegios y universidades de Oklahoma compiten dentro de la NCAA. La revista Sports Illustrated calificó a la Universidad de Oklahoma y la Universidad del Estado de Oklahoma en los primeros lugares del país en deporte universitario. Además, 12 de las más pequeñas universidades e institutos del estado participan en la NAIA, en su mayoría dentro de la Conferencia Atlética Sooner.
En el estado se celebran torneos de golf de la LPGA, en el Cedar Ridge Country Club en Tulsa, y los principales campeonatos de la PGA y LPGA que se han jugado en el Southern Hills Country Club en Tulsa, Oak Tree Country Club en Oklahoma City, y el Cedar Ridge Country Club en Tulsa. Calificado como de uno de los mejores campos de golf del país, Southern Hills Country Club ha acogido cuatro Campeonatos de la PGA, uno de ellos en 2007, y tres Open de EE. UU., el más reciente en 2001. Los rodeos son populares en todo el estado, y Guymon, en el panhandle, celebra uno de los más grandes del país.

## Transportes

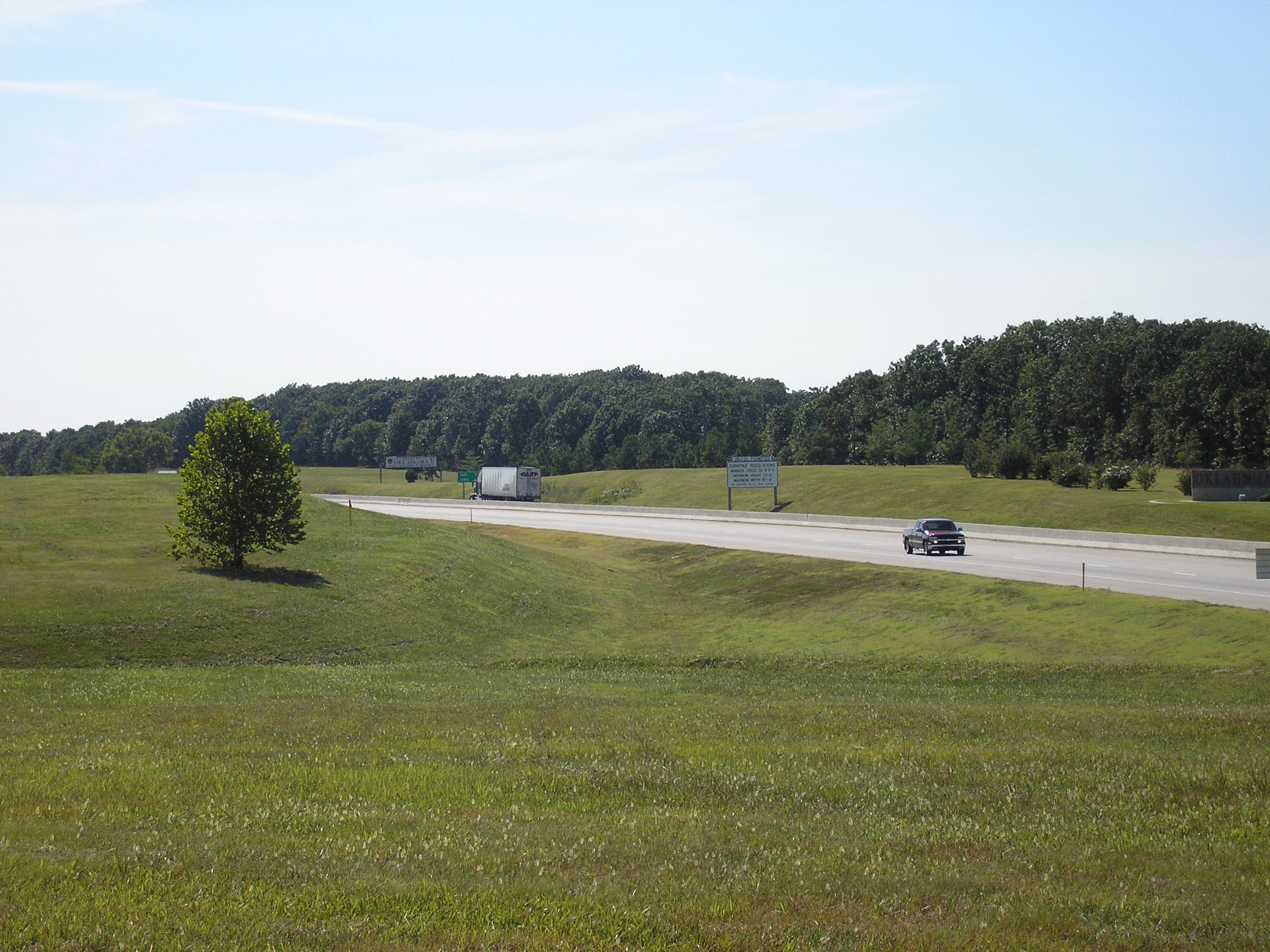
Una de las mayores autopistas de Oklahoma, la autopista de peaje Will Rogers que se extiende por el nordeste de Tulsa.

El transporte en Oklahoma está sostenido por un sistema interestatal de carreteras, líneas de tren, aeropuertos, puertos fluviales, y las redes de transporte públicos. Situado a lo largo de un punto importante en la red interestatal de los Estados Unidos, Oklahoma tiene tres autopistas interestatales y cuatro autopistas interestatales auxiliares. En Oklahoma City, la Interestatal 35 se cruza con la interestatal 44 y la interestatal 40, formando una de las intersecciones más importantes del sistema de autopistas de Estados Unidos. Más de 19.000 kilómetros de carreteras constituyen la red principal del estado, incluyendo carreteras estatales, diez autopistas de peaje. En 2005, la interestatal 44 a su paso por Oklahoma City era la autopista más transitada de Oklahoma, con un volumen de tráfico diario de 131.800 vehículos. En 2007, el estado tenía el número más alto del país de puentes considerados como estructuralmente deficientes, con casi 6.300 puentes en mal estado, incluyendo 127 a lo largo de su sistema de autopistas principal.

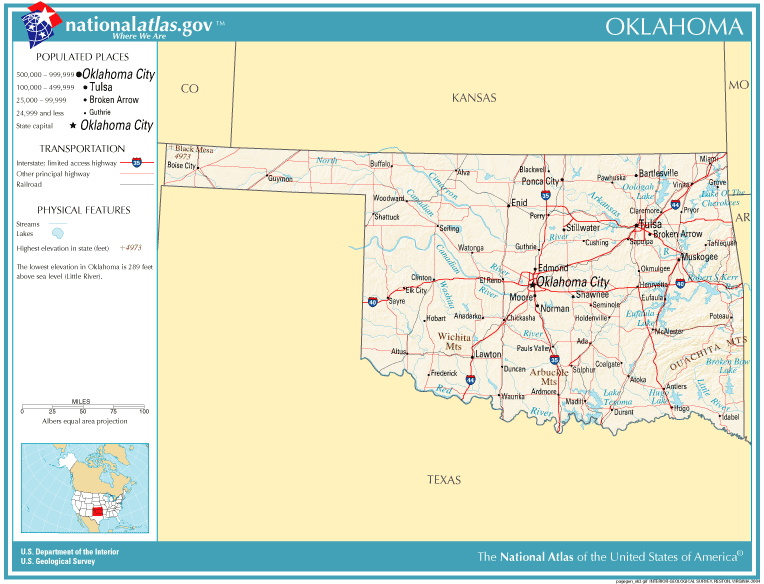
Mapa de Oklahoma con las principales autopistas y carreteras.

El aeropuerto comercial más grande de Oklahoma es el Will Rogers World Airport, en Oklahoma City, con más 3,5 millones de pasajeros en 2005. El Aeropuerto Internacional de Tulsa es el segundo aeropuerto comercial más grande del estado, con más de 3 millones de pasajeros anuales. Entre estos dos aeropuertos, operan trece líneas aéreas principales Oklahoma. En términos de tráfico, el aeropuerto de Riverside-Jones en Tulsa es el aeropuerto más ocupado del estado, con 235.039 despegues y aterrizajes en 2006. En total, Oklahoma tiene más de 150 aeropuertos de uso público.
Oklahoma está unida a la red nacional ferroviaria con la línea Heartland Flyer, de Amtrak, y es única línea regional ferroviaria de pasajeros. Actualmente se extiende desde Oklahoma City a Fort Worth, en Texas con 332 kilómetros de recorrido, aunque a principios de 2007 el gobierno del estado estaba buscando financiación para llevar la línea hasta Tulsa. Dos puertos fluviales operan en Oklahoma: el Puerto de Muskogee y el Puerto de Tulsa de Catoosa. El único puerto que se encarga del transporte internacional es el Puerto de Tulsa de Catoosa. Es el puerto fluvial situado más al interior del país y transporta más de dos millones de toneladas anuales. Ambos puertos están situados en el sistema de navegación McClellan Kerr del río Arkansas, que conecta el tráfico de barcazas de Tulsa y Muskogee hasta el río Misisipi, a través de los ríos Arkansas y Verdigris, constituyendo una de las vías fluviales más transitadas del mundo.

## Medios de comunicación

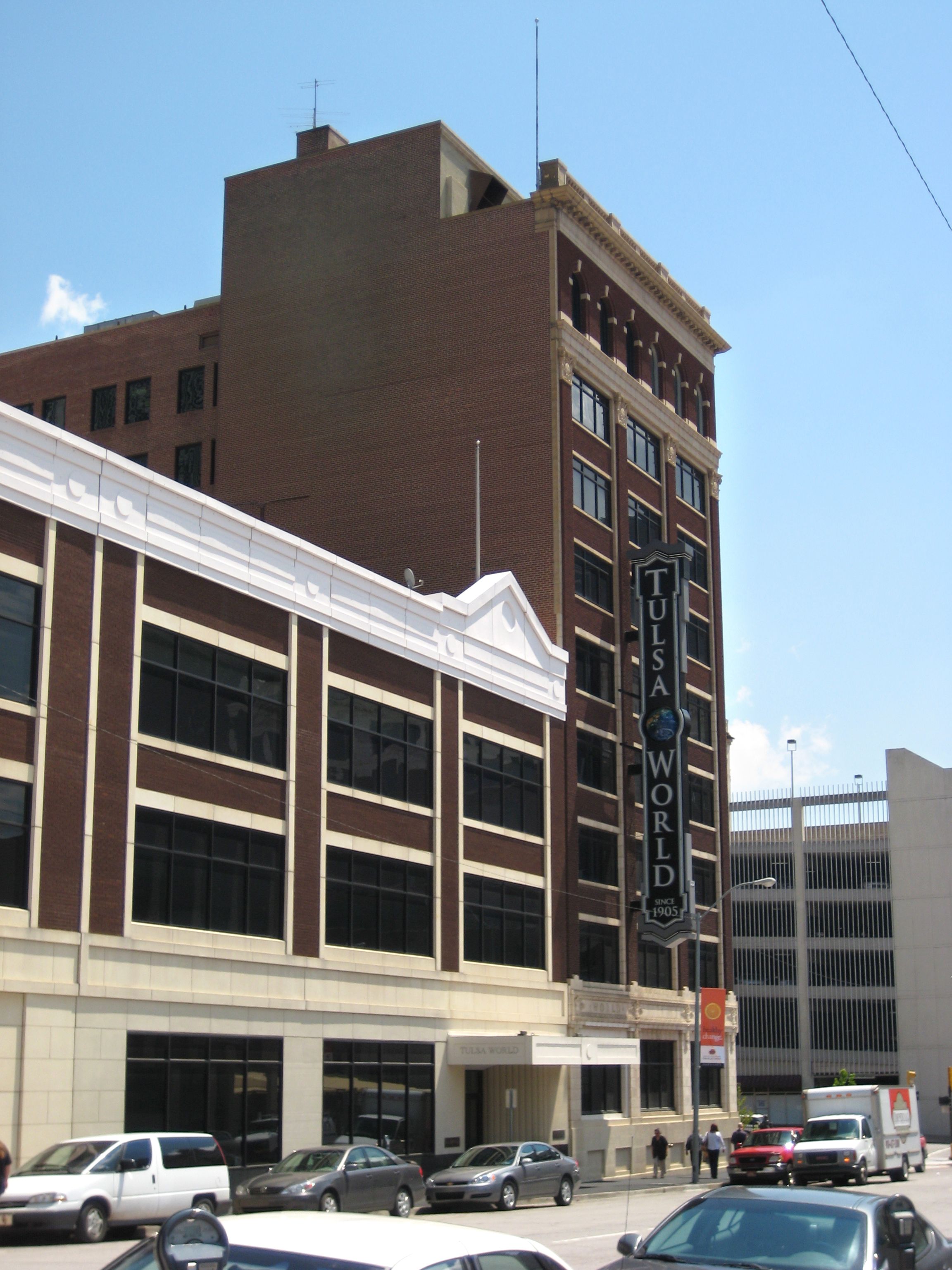
El segundo periódico de Oklahoma, el Tulsa World, con 189.789 lectores.

Oklahoma City y Tulsa ocupan, según el Nielsen Media Research, el puesto 45.ª y 61.º entre los mayores mercados para los medios de comunicación en Estados Unidos.El tercer mercado del estado lo forma el área de Lawton-Wichita Falls, Texas, que se encuentra en el puesto 144.º según esta agencia. La televisión en Oklahoma empezó a emitir en 1949 cuando la KFOR-TV (entonces WKY-TV) en Oklahoma City y la KOTV-TV en Tulsa comenzaron a emitir con unos meses de diferencia. Actualmente, todas las principales cadenas de televisión de Estados Unidos tienen emisoras de televisión en el estado.
El estado tiene dos periódicos principales, el The Oklahoman, con sede en Oklahoma City, es el periódico más importante del estado y el 48.º del país en circulación, con una media entre semana de 215.102 lectores y 287.505 lectores los domingos. [141] El Tulsa World, es el segundo periódico de mayor difusión en Oklahoma y el 77 del país, con una media de 138.262 lectores entre semana de y 189.789 lectores de media los domingos. El primer periódico de Oklahoma se fundó en 1844, el Abogado Cherokee, y se publicaba en cheroqui e inglés. En 2006, había más de 220 periódicos en el estado, incluyendo 177 publicaciones semanales y 48 publicaciones diarias.
Dos grandes cadenas públicas de radio emiten en Oklahoma: Oklahoma Public Radio y Public Radio International. La Radio Pública de Oklahoma fue la primera emisora de radio pública en Oklahoma, comenzando a emitir en 1955, y sus programas han ganado 271 premios a lo largo de estos años. La Public Radio Internacional posee 10 emisoras en el estado, y ofrece más de 400 horas de programación. La primera emisora de radio del estado fue la KRFU Bristow, se trasladó a Tulsa y en 1927 se convirtió en KVOO. En 2006, había más de 500 emisoras de radio en Oklahoma con varias emisoras locales y nacionales.

## Demografía
| Composición racial                           | 2010  | 2020  |
| -------------------------------------------- | ----- | ----- |
| Blancos                                      | 77.5% | 75.5% |
| Hispanos o latinos                           | 8.9%  | 11.9% |
| Nativos                                      | 12.9% | 16%   |
| Negros                                       | 8.7%  | 9.7%  |
| Asiáticos                                    | 2.2%  | 3.1%  |
| Nativo hawaiano and Otro isleño del Pacífico | 0.2%  | 0.4%  |
| Otra raza                                    | 4.7%  | 9%    |

En 2015 el estado de Oklahoma contaba con una población de 3.911.382 personas, de los cuales:
- El 72,6% son caucásicos (europeos o descendientes de europeos).
- El 7,3% son afroamericanos.
- El 10,1% son latinoamericanos (entre los que predominan los mexicanos).
- El 2% son asiáticos.
- El 7,3% son nativos americanos.

El estado tiene el segundo número más alto de nativos americanos, que se estima en 395.219 en el año 2002, así como el segundo porcentaje más alto entre todos Estados. En el año 2006, el 4,7% de los residentes de Oklahoma habían nacido en el extranjero, en comparación con el 12,4% para la nación. El centro de la población de Oklahoma está situado en condado de Lincoln cerca de la ciudad de Sparks.
En 2006 el estado estaba situado en el puesto 37 según los ingresos personales per cápita, con 32.210 dólares, a pesar de que es el tercer estado con mayor crecimiento en el ingreso per cápita del país y situado constantemente entre los estados con el índice de costo de vida más bajo. Nichols Hills, un suburbio de Oklahoma City está en el primer puesto en Oklahoma de lugares por los ingresos per cápita en $ 73661, aunque el condado de Tulsa tiene el promedio más alto. En 2006, el 6,8% de oklahomanos eran menores de 5 años, el 25,9% menores de 18 años, y el 13,2% tenía 65 años o más. Las mujeres ascendieron al 50,9% de la población.
La población de origen latino es la de más rápido crecimiento, debido a la alta tasa de crecimiento de las familias hispanas, y a la inmigración ilegal.
| Gráfica de evolución demográfica de Oklahoma entre 1890 y |
|                                                           |

### Ciudades y pueblos

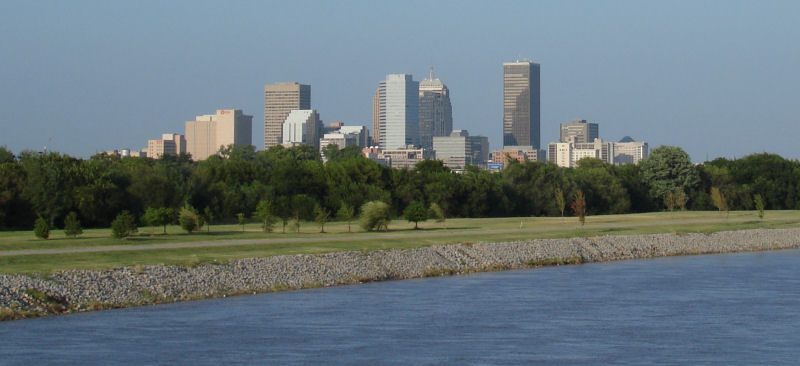
Oklahoma City es la capital y mayor ciudad del estado.

Oklahoma tenía 549 localidades en 2006, incluyendo tres ciudades de más de 100.000 habitantes y 40 de más de 10 000. Dos de las 50 ciudades más grandes de Estados Unidos se encuentran en Oklahoma, Oklahoma City y Tulsa, y el 58 % de los oklahomeses viven en sus áreas metropolitanas, o en las zonas de influencia económica y social definidas por la Oficina del Censo de Estados Unidos como un área metropolitana. Oklahoma City, la capital del estado y ciudad más grande, tenía el área metropolitana más grande del estado en el 2007, con 1 269 907 habitantes, y el área metropolitana de Tulsa tenía 905.755 habitantes. Entre 2005 y 2006, los suburbios de Tulsa, Jenks, Bixby y Owasso lideraron el estado en porcentaje de crecimiento de la población, con unos porcentajes de crecimiento de 47,9, 44,56 y 34,31, respectivamente.
En orden descendente de la población, las ciudades más grandes de Oklahoma en el 2007 eran: Oklahoma City (537 730), Tulsa (382.870), Norman (102 830), Broken Arrow (88.310), Lawton (87 540), Edmond (76 640), Midwest City (55 160), Moore (49 280), Enid (46 510), y Stillwater (44 820). De las diez ciudades más grandes, sólo tres están fuera de las regiones metropolitanas de Oklahoma City y Tulsa, y sólo Lawton y tiene un área metropolitana propia, según la Oficina del Censo de Estados Unidos, aunque el área metropolitana de Fort Smith, Arkansas se extiende dentro de los límites del estado.
En virtud de la ley de Oklahoma, los municipios se dividen en dos categorías: las ciudades (cities), que se definen por tener más de 1000 habitantes, y los pueblos (towns), con menos de 1000 habitantes. Ambos cuentan con medidas legislativas, judiciales, y el poder público dentro de sus fronteras, pero las ciudades pueden elegir entre un consejo de alcaldes, de concejo municipales, o alcalde como formas de gobierno, mientras que los pueblos funcionan a través de un sistema de funcionarios electos.

### Religión
Oklahoma es parte de una región geográfica que se caracteriza por la difusión de las creencias bíblicas, en el cristianismo, el protestantismo y la iglesia evangélica conocido como el "Bible Belt", que abarca el sureste de Estados Unidos, la zona es conocida por su sociedad y política conservadoras.
Tulsa, la segunda ciudad más grande del estado, es sede de la Universidad Oral Roberts, se considera el lugar cumbre de la región y es conocido como una de las hebillas de cinturón de la Biblia.
La gran mayoría de los adeptos religiosos de Oklahoma -- El 98 % - son cristianos y representan aproximadamente el 70 % de la población. Los fieles pertenecen a 73 grandes afiliaciones distribuidos entre 5854 congregaciones, que van desde la Convención Bautista del Sur, con 1.578 iglesias y 967.223 miembros, a la Santa Iglesia Ortodoxa en América del Norte, con 1 iglesia y 6 miembros.
Las iglesias con más miembros del estado son Convención Bautista del Sur con 967 223 miembros, la Iglesia Metodista Unida, con 322 794 miembros, la Iglesia católica, con 168 625, las Asambleas de Dios Americana, con 88 301, y las Iglesias de Cristo, con 83 047.
En el año 2000 había alrededor de 5000 judíos y 6000 musulmanes, con 10 congregaciones en cada grupo.
En 2018 las afiliaciones religiosas de Oklahoma por porcentaje son:
- Protestantes - 71%

- Católicos - 8%

- Otras religiones - 2%

- Sin religión  - 19%